# Персульфіди
Персульфіди (рос. персульфиды, англ. persulphides, нім. Persulfide n pl) — мінерали, типу сульфідів, які є похідними дво- або полісірчистих воднів.
Формула: H2S2 i H2S4 (пірит — FeS2, кобальт-пірит — CoS2, ваесит — NiS2 персульфід аммонію — (NH4)2S2 та ін.).
Кристалохімічно аналогічні пероксидам. 
У кристалічній ґратці йони сірки розміщені парами, утворюючи аніонні групи [S2]2-: —S—S—.